# 台北稻江靈安社
台北稻江靈安社，又名台北靈安社，創建於西元1871年，是臺北地區歷史悠久的北管子弟軒社，擁有多件歷史久遠的神將，並致力於北管、陣頭文化推廣。2022年該社保存之「謝、范二將軍老祖神將」、「文、武二判官神將」、「霞海城隍老祖」、「西秦王爺大王」被指定為臺北市一般古物；2015年獲第19屆台北市文化獎。

## 歷史
台北稻江靈安社的成員多為當地居民，西元1871年，為了配合台北稻江霞海城隍老爺的祭祀活動，大稻埕地區從商的信徒們集資，赴大陸福建福州聘請匠師恭塑謝、范二將軍神將，組成靈安社。台北靈安社同時也是臺北五大軒社（靈安社、共樂軒、平樂軒、德樂軒、金海利）之一:212，更是稻江八大軒社（靈安社、平樂社、共樂社、新樂社、保安社、雙連社、明光樂社、清新樂社）之首，參與臺北大稻埕霞海城隍廟夜訪出巡活動。
台北稻江靈安社擁有多件歷史長久的神將與神像，靈安社的謝必安、范無救二將軍是北臺灣開光最久的神將，平日供奉於臺北霞海城隍廟內。還有台北靈安社霞海城隍老祖，是先民在1821年攜帶渡海來臺祭祀之神尊；西秦王爺為北管福路派供奉之祖師爺，也是靈安社鎮殿神像，在清光緒年間從福建恭請來臺。2011年台北靈安社神將陣頭由臺北市政府登錄為臺北市民俗類文化資產；2022年台北稻江靈安社的「謝、范二將軍老祖神將」及「文、武二判官神將」、「霞海城隍老祖」、「西秦王爺大王」被指定為臺北市一般古物。2023年1月由臺北市政府文化局公告為臺北市傳統表演藝術「北管」保存者，台北靈安社是目前全臺唯一有神將、北管、古物三者兼具的保存者

## 技藝傳承
台北靈安社也透過多種方式推廣北管及神將等陣頭文化，在日治時期及台灣光復後皆有錄製北管戲曲的唱片，在臺灣電視公司開播後也成為第一個於電視臺演出北管戲的軒社。並曾協助拍攝2014年上映的《大稻埕》電影，讓民眾透電影認識大稻埕在地陣頭文化。
過往北管戲曲的演出，女性角色照例都由男性演員反串，但1970年代靈安社首度接受女性前來學習子弟戲。
1986年獲教育部北管傳統音樂類薪傳獎，2015年獲第19屆台北市文化獎。
2021年開始，無館先生教學，只有掛名北管老師無實質教授，目前由吳總幹事基礎教學及團練，加入北管團練多時，會要求加入會員，並繳交會費，已由原本免費入會，後續要求收取500元會費，之後再調漲至1000元會費，不繳費視同退會並不得加入團練。

## 外部連結
1. 台北稻江靈安社的Facebook專頁
2. YouTube上的台北稻江靈安社頻道